# Ustrój polityczny Armenii
Armenia jest demokracją parlamentarną, której ustrój polityczny wzorowany jest na rozwiązaniach zachodnioeuropejskich (np. trójpodział władz). Pomimo tego, wielu obserwatorów kwestionuje czy demokratyczne założenia konstytucyjne są realizowane w rzeczywistości, wskazując m.in. na wątpliwości przy ocenach uczciwości wyborów prezydenckich i parlamentarnych.

## Konstytucja
Konstytucja Armenii pochodzi z 5 sierpnia 1995 roku. Mówi ona w artykule 114, iż artykuły 1, 2 oraz 114 nie mogą być zmieniane. Znajduje się w nich bowiem zapis o tym, iż Republika Armenii jest niepodległym, demokratycznym, socjalnym i legalnym państwem.

## Zgromadzenie Narodowe
Zgromadzenie Narodowe (orm. Azgayin Zhoghov) jest unikameralnym, czyli składającym się tylko z jednej izby, parlamentem. Zasiada w nim 131 członków, wybieranych na kadencję trwającą 4 lata. 56 spośród nich pochodzi z okręgów jednomandatowych, a 75 wyłanianych jest na drodze reprezentacji proporcjonalnej. Ta druga grupa pochodzi z list partyjnych, a rozdzielana jest tylko spośród tych, które osiągnęły przynajmniej 5% wszystkich głosów.
Ważniejsze partie armeńskie: Republikańska Partia Armenii (Hayastani Hanrapetakan Kusaktsutyun), Sprawiedliwość (Ardartyun), Rządy Prawa (Orinants Erkir), Armeńska Federacja Rewolucyjna (Hai Heghapokhakan Dashnaktustyune), Jedność Narodowa (Azgajin Miabanutiun), Zjednoczona Partia Pracy (Miavorvats Ashkhatankayin Kusaksutyun), Liberalno-Demokratyczna Unia Armenii, Potężna Ojczyzna (Hzor Hayrenik), Partia Liberalno-Demokratyczna (Ramgavar Azdagan), Armeńska Partia Komunistyczna (Hayastani Komunistakan Kusaktsutyun), Armeńska Partia Ludowa (Hayastani Zhoghovrdakan Kusaktsutyun) i inne.

## Prezydent

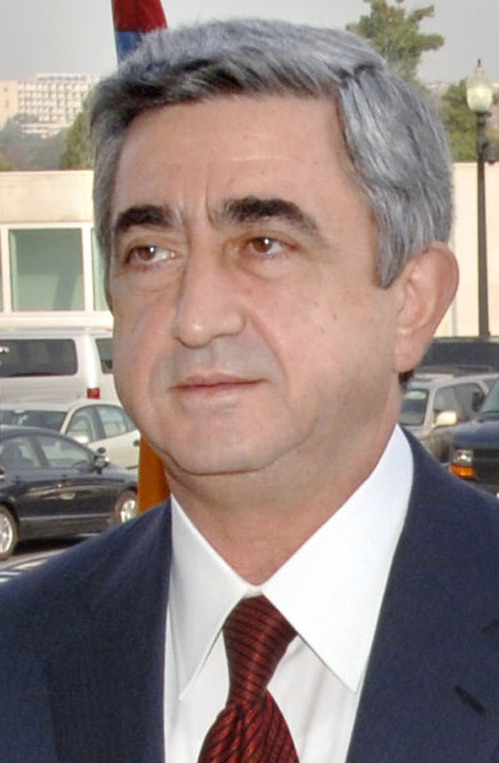
Prezydent Armenii Serż Sarkisjan.

Prezydent Armenii jest strażnikiem konstytucji, zapewnia normalne funkcjonowanie wszystkich trzech władz. Jest gwarantem niepodległości, integralności terytorialnej i bezpieczeństwa republiki (art. 49 konstytucji).
Wybierany jest w wyborach powszechnych na kadencję trwającą 5 lat. Jedna osoba może zostać wybrana na prezydenta maksymalnie dwa razy. Wymagania, którym musi sprostać kandydujący na to stanowisko:
- minimum 35 lat,
- posiadanie obywatelstwa Armenii przez co najmniej 10 lat przed wyborami,
- stałe zamieszkiwanie na terenie tego państwa przez minimum 10 lat,
- pełnia praw obywatelskich.

Jeżeli w wyborach jeden z kandydatów uzyska większość bezwzględną głosów (więcej niż 50%), wówczas wygrywa wybory i zostaje prezydentem. Jeżeli jednak tak się nie stanie, wówczas dwóch kandydatów z największą liczbą głosów staje do II tury.
Wybory odbywają się 50 dni przed upływem kadencji odchodzącego prezydenta.
Uprawnienia prezydenta Armenii (art. 55 konstytucji):
- podpisuje ustawy uchwalane przez Zgromadzenie Narodowe, a jeżeli ma wątpliwości, w ciągu 21 dni może skierować taki akt prawny do parlamentu w celu jego ponownego rozpatrzenia,
- może rozwiązać parlament, po uprzednich konsultacjach z jego przewodniczącym i premierem, po czym rozpisać nowe wybory (nie wcześniej niż 30 i nie później niż 40 dni po rozwiązaniu izby), nie może rozwiązać parlamentu w czasie ostatnich 6 miesięcy jego urzędowania,
- mianuje i odwołuje premiera (odwołuje w ciągu 21 dni od udzielenia mu wotum nieufności przez parlament), a także ministrów na wniosek premiera,
- reprezentuje Armenię na zewnątrz, podpisując umowy międzynarodowe, przyjmując i wysyłając dyplomatów itp.,
- mianuje wyższych urzędników państwowych, m.in. sędziów, prokuratora generalnego na prośbę premiera, członków i prezesa Sądu Konstytucyjnego,
- jest dowódcą naczelnym sił zbrojnych i mianuje najwyższych dowódców wojskowych,
- decyduje o użyciu sił zbrojnych, ogłoszeniu mobilizacji,
- nadaje medale i odznaczenia,
- posiada prawo łaski.

Prezydent może wydawać dekrety i rozporządzenia, posiadające moc prawną równą ustawie. Muszą one jednak być zgodne z konstytucją.
Może zostać usunięty ze stanowiska w przypadku popełnienia przez niego zdrady lub poważnego przestępstwa. Decyduje o tym parlamenty większością 2/3 liczby całkowitej swoich członków, a prezydenta sądzi wówczas Sąd Konstytucyjny.

## Rząd
Rząd składa się z premiera i ministrów. Sprawuje on ogólne kierownictwo w sprawach kraju. Posiedzenia rządu odbywają się pod przewodnictwem prezydenta, a pod jego nieobecność, pod przewodnictwem premiera. Decyzje rządu muszą być podpisane przez premiera i zaakceptowane przez prezydenta.
Członkowie rządu nie mogą być jednocześnie członkami żadnego innego ciała reprezentatywnego (głównie parlamentu), sprawować urzędu publicznego lub być zatrudnionymi na jakiejkolwiek innej płatnej posadzie.
Premier mianowany jest przez prezydenta. Musi on uzyskać poparcie parlamentu, wyrażone mu w postaci wotum zaufania. Ministrów mianuje również prezydent, na wniosek premiera. Rząd może zostać odwołany przez parlament, jeśli ten udzieli mu wotum nieufności.

## Sąd Konstytucyjny
Jest organem badającym zgodność aktów prawnych z konstytucją, ważność ratyfikacji aktów prawa międzynarodowego, referendów i wyborów prezydenckich i parlamentarnych, decyduje o usunięciu prezydenta ze stanowiska na wypadek popełnienia przez niego zdrady lub ciężkiego przestępstwa, decyduje o legalności partii politycznych.
Sąd Konstytucyjny składa się z 9 członków, spośród których 5 wybieranych jest przez parlament, a 4 powoływanych jest przez prezydenta. Spośród członków Sądu, prezydent mianuje jego przewodniczącego. Sędziowie wybierani są dożywotnio, mogą zwolnić się na emeryturę dopiero po osiągnięciu wieku 70 lat.